# Gnorimosphaeroma rayi
Gnorimosphaeroma rayi is een pissebed uit de familie Sphaeromatidae. De wetenschappelijke naam van de soort is voor het eerst geldig gepubliceerd in 1969 door Hoestlandt.